# Brendan Casey (velista)
Brendan Casey (22 febbraio 1977) è un velista australiano.
Ha rappresentato l'Australia ai Giochi olimpici di Londra 2012 nella classe Finn.